# Carlos José Botelho de Paiva
Carlos José Botelho de Paiva ( ) foi corregedor do Círculo Judicial do Funchal e governador civil do Distrito Autónomo de Ponta Delgada

Foi agraciado com o grau de comendador da Ordem Militar de Cristo em 11 maio 1959.